# 民族宗教
民族宗教（みんぞくしゅうきょう、英:ethnic religion）とは、特定の民族によってのみ担われている宗教。特定の民族や人種にのみ信じられている宗教のこと。
世界宗教と対置・対比される分類である。

## 概説
民族宗教というのは、宗教学上の分類のひとつであり、特定の民族や人種によってのみ信じられている宗教のことである 。そして、血縁や地縁結合の強固な民族に見られるものであり、未開民族の宗教から展開したものである。ただし、ユダヤ教のように、伝播していく過程で、信者や子孫を一つの民族として規定していくようになったため（現在のユダヤ人には白人も黒人も黄色人種も含まれる）、国際化しながらも民族宗教と呼ばれるケースもある。また、シク教やジャイナ教のように、世界宗教的な性質を持ち合わせながらも、実際にはインド以外には広まっていないため民族宗教として扱われている宗教もある。
民間信仰とは異なる。

## 主な民族宗教
- ユダヤ教
- 神道
- ラトビア神道
- 道教
- 初期のゾロアスター教
- ヒンドゥー教
- ジャイナ教
- シーク教
- マンダ教
- ボン教
- ヤズィーディー